# Myrmeleon leachii
Myrmeleon leachii là một loài côn trùng trong họ Myrmeleontidae thuộc bộ Neuroptera. Loài này được Guilding miêu tả năm 1833.